# Cantó de Tarba-4
El cantó de Tarba-4 és un cantó francès del departament dels Alts Pirineus, situat al districte de Tarba. Compta amb una part del municipi de Tarba.

## Història
| Data d'elecció                           | Identitat           | Partit | Qualitat |
| ---------------------------------------- | ------------------- | ------ | -------- |
| 1988-1994                                | Jean Vieu           | PCF    |          |
| 1994-2008                                | Jean-François Calvo | RPR    |          |
| 2008-                                    | Virginie Siani      | PS     |          |
| les dades anteriors no són pas conegudes |                     |        |          |
|                                          |                     |        |          |